# Sușkivka, Babanka
Sușkivka (în ucraineană Сушківка) este localitatea de reședință a comunei Sușkivka din raionul Babanka, regiunea Cerkasî, Ucraina.

## Demografie
Componența lingvistică a localității Sușkivka
     Ucraineană (98,72%)
     Alte limbi (1,04%)
Conform recensământului din 2001, majoritatea populației localității Sușkivka era vorbitoare de ucraineană (98,72%), existând în minoritate și vorbitori de alte limbi.